# Bjuvs socken
Bjuvs socken i Skåne ingick i Luggude härad och  området ingår sedan 1971 i Bjuvs kommun och motsvarar från 2016 Bjuvs distrikt.
Socknens areal är 17,09 kvadratkilometer varav 16,95 land. År 2000 fanns här 6 730 invånare. Tätorten Gunnarstorp samt huvuddelen av tätorten Bjuv med  sockenkyrkan Bjuvs kyrka ligger i socknen.

## Administrativ historik
Socknen har medeltida ursprung. 
Vid kommunreformen 1862 övergick socknens ansvar för de kyrkliga frågorna till Bjuvs församling och för de borgerliga frågorna bildades Bjuvs landskommun. Landskommunen ombildades 1946 till Bjuvs köping, men med bibehållande av jordregister. Köpingen ombildades 1971 ombildades till Bjuvs kommun. Församlingen utökades 2006.
1 januari 2016 inrättades distriktet Bjuv, med samma omfattning som församlingen hade 1999/2000.
Socknen har tillhört län, fögderier, tingslag och domsagor enligt vad som beskrivs i artikeln Luggude härad. De indelta soldaterna tillhörde Norra skånska infanteriregementet, Rönnebergs kompani och Skånska husarregementet, Fjärestad skvadron, Billesholms kompani.

## Geografi
Bjuvs socken ligger öster om Helsingborg. Socknen är en odlad slättbygd.

## Fornlämningar
Några boplatser från stenåldern är funna.

## Namnet
Namnet skrevs 1500 Byw och kommer från kyrkbyn. Namnet innehåller 'biúgr', 'böjd' syftande på en terrängformation..